# Municipio de Lorance
El municipio de Lorance (en inglés: Lorance Township) es un municipio ubicado en el condado de Bollinger en el estado estadounidense de Misuri. En el año 2010 tenía una población de 4366 habitantes y una densidad poblacional de 16,2 personas por km².

## Geografía
El municipio de Lorance se encuentra ubicado en las coordenadas 37°18′28″N 89°58′58″O / 37.30778, -89.98278. Según la Oficina del Censo de los Estados Unidos, el municipio tiene una superficie total de 269.52 km², de la cual 268,79 km² corresponden a tierra firme y (0,27 %) 0,73 km² es agua.

## Demografía
Según el censo de 2010, había 4366 personas residiendo en el municipio de Lorance. La densidad de población era de 16,2 hab./km². De los 4366 habitantes, el municipio de Lorance estaba compuesto por el 97,5 % blancos, el 0,07 % eran afroamericanos, el 0,62 % eran amerindios, el 0,37 % eran asiáticos, el 0,25 % eran de otras razas y el 1,19 % eran de una mezcla de razas. Del total de la población el 1,01 % eran hispanos o latinos de cualquier raza.